# Psammodromus
Psammodromus es un género de reptiles escamosos de la familia Lacertidae, conocidas comúnmente como lagartijas.

## Especies
Se reconocen entre seis y ocho especies según autores:
- Psammodromus algirus Linnaeus, 1758
- Psammodromus blanci Lataste, 1880
- Psammodromus edwardsianus (Dugès, 1829)
- Psammodromus hispanicos Fitzinger, 1826
- Psammodromus jeanneaei Busack, Salvador & Lawson, 2006 (algunos la sinonimizan con Psammodromus algirus)
- Psammodromus manuelae Busack, Salvador & Lawson, 2006 (algunos la sinonimizan con Psammodromus algirus)
- Psammodromus microdactylus Boettger, 1881
- Psammodromus occidentalis[2] Fitze, Gonzalez-Jimena, San-José, San Mauro & Zardoya, 2012